# Championnat de France amateurs de football 1943-1944
Navigation
CFA 1942-1943 CFA 1945-1946
Le championnat de France amateurs de football 1943-1944 est la 7e édition du championnat de France amateurs, organisé par la Fédération française de football.
Le colonel Pascot, arrivé au poste de commissaire aux sports de Vichy un an plus tôt, ordonne que les 32 clubs professionnels soient remplacés par 16 équipes fédérales pour la saison 1943-1944. Les clubs dépossédés de leurs sections professionnelles poursuivent leurs activités footballistiques, s'ils le veulent, dans le championnat de France amateurs. Ils sont toujours autorisés à participer à la Coupe de France, tout comme les nouvelles équipes fédérales.
La compétition est remportée par les Girondins ASP.

## Phase de groupes
Les équipes sont réparties en 12 groupes géographiques. Les groupes A, B, C, D, E, F, G, H, I, J, K et L représentent respectivement les zones de Flandres, d'Île-de-France, de Provence, du Languedoc, de Normandie, de la Champagne-Lorraine, de la Bourgogne-Franche-Comté, de la Bretagne-Anjou, d'Orléanais-Poitou, du Limousin-Auvergne, du Lyonnais-Dauphiné et de la Guyenne-Pyrénées. Les vainqueurs des groupes sont qualifiés pour la phase finale.
Le groupe A de la Flandre et le groupe B de la région parisienne sont divisés en deux petites poules. Un match de barrage est organisé entre les deux équipes arrivées en tête de leurs poules pour déterminer le club qualifié pour la phase finale.
| Groupe A | Groupe A | Groupe B | Groupe B |
| Poule A - ES Bully - RC Arras - Amiens AC - US Auchel - US bruaysienne - CS Avion - RC Lens - Stade béthunois | Poule B - Excelsior de Roubaix - OIC Lille - Stade orchésien - US Valenciennes-Anzin - SC Fives - ASSB Oignies - RC Roubaix - US Tourcoing | Poule A - RC Paris - SO Charenton - SC Choisy-le-Roi - ES Juvisy - US Métro - AS Amicale - CA Montreuil - CA du XIVe | Poule B - Olympique Saint-Denis - Red Star Olympique - Stade-CA Paris - Avia Club - ASF Perreux - US Le Vésinet - Stade Enghien-Ermont - CO Aubervilliers - JA Saint-Ouen |
| Excelsior bat Bully en barrage (2-1)                                                                          | Excelsior bat Bully en barrage (2-1) | RC Paris bat Saint-Denis en barrage (4-1)                                                                            | RC Paris bat Saint-Denis en barrage (4-1) |

| Groupe C | Groupe D | Groupe E | Groupe F | Groupe G |
| - AS Cannes - OGC Nice - Olympique de Marseille - AS Avignon - Stade raphaëlois - Olympique d'Antibes - SC Toulon - AC Arles - Hyères FC - AS Monaco | - USO Montpellier - Nîmes Olympique - FC Sète - Olympique alésien - USA Perpignan - AS Béziers - AS Carcassonne - Stade beaucairois - SC Montpellier - RC Agde (exclu) | - Le Havre AC - FC Rouen - US Normande - US Quevilly - AS Trouville-Deauville - SM Caen - CA Lisieux - USF Fécamp - FC Dieppe - GS Marissel | - Stade de Reims - Olympique Saint-Quentin - AS Troyes Sainte-Savine - CS Blénod - SA spinalien - Stade compiègnois - CS Le Thillot - FCO Charleville - US Lunéville - CS Homécourt | - RC Franc-Comtois - FC Sochaux - US Delle - FC Gueugnon - PS Besançon - Stade sénonais - US Belfort - Stade auxerrois - FC Dijon - FC chalonnais |

| Groupe H | Groupe I | Groupe J | Groupe K | Groupe L |
| - US Saint-Servan - FC Nantes - AS Brest - Angers SCO - Stade rennais UC - Stade quimpérois - VS Chartres - TA Rennes - CAP Saint-Nazaire - US Le Mans | - AS Orléans - US La Roche-Rigault - AS Charentes - Chamois niortais FC - OC Orléans - AAJ Blois - Stade poitevin - AS Saintes - ASPO Tours - US Montargis | - SC Vichy - LB Châteauroux - Stade clermontois - AS Montferrand - EDS Montluçon - RS Limoges - EF Bergerac - ESA Brive - CA Périgueux - AS Moulins | - Lyon OU - FC Scionzier - AS Saint-Étienne - SO Gap - US Annemasse - FC Annecy - AS Roanne - FC Lyon - AC Rive-de-Gier - FC Grenoble (forfait) | - Girondins ASP - US Cazères - Bordeaux EC - ES Audenge - Stade montois - Stade bordelais UC - US Montauban - Toulouse FC - SC Mazamet - Luchon Sports (forfait) |

## Phase finale
|  | Tour préliminaire           | Tour préliminaire            | Tour préliminaire         | Tour préliminaire    |                         |               | Quarts de finale         | Quarts de finale         | Quarts de finale         | Quarts de finale         |  |  | Demi-finales        | Demi-finales        | Demi-finales        | Demi-finales        |  |  | Finale                  | Finale                  | Finale                  | Finale                  |
|  |                             |                              |                           |                      |                         |               |                          |                          |                          |                          |  |  |                     |                     |                     |                     |  |  |                         |                         |                         |                         |
|  |                             |                              |                           |                      |                         |               | 23 avril 1944, Angoulême | 23 avril 1944, Angoulême | 23 avril 1944, Angoulême | 23 avril 1944, Angoulême |  |  | 1er mai 1944, Paris | 1er mai 1944, Paris | 1er mai 1944, Paris | 1er mai 1944, Paris |  |  | 21 mai 1944, Saint-Ouen | 21 mai 1944, Saint-Ouen | 21 mai 1944, Saint-Ouen | 21 mai 1944, Saint-Ouen |
|  |                             |                              |                           |                      |                         |               | 23 avril 1944, Angoulême | 23 avril 1944, Angoulême | 23 avril 1944, Angoulême | 23 avril 1944, Angoulême |  |  | 1er mai 1944, Paris | 1er mai 1944, Paris | 1er mai 1944, Paris | 1er mai 1944, Paris |  |  | 21 mai 1944, Saint-Ouen | 21 mai 1944, Saint-Ouen | 21 mai 1944, Saint-Ouen | 21 mai 1944, Saint-Ouen |
|  |                             |                              |                           |                      |                         |               | 23 avril 1944, Angoulême | 23 avril 1944, Angoulême | 23 avril 1944, Angoulême | 23 avril 1944, Angoulême |  |  | 1er mai 1944, Paris | 1er mai 1944, Paris | 1er mai 1944, Paris | 1er mai 1944, Paris |  |  | 21 mai 1944, Saint-Ouen | 21 mai 1944, Saint-Ouen | 21 mai 1944, Saint-Ouen | 21 mai 1944, Saint-Ouen |
|  |                             |                              |                           |                      |                         |               | 23 avril 1944, Angoulême | 23 avril 1944, Angoulême | 23 avril 1944, Angoulême | 23 avril 1944, Angoulême |  |  | 1er mai 1944, Paris | 1er mai 1944, Paris | 1er mai 1944, Paris | 1er mai 1944, Paris |  |  | 21 mai 1944, Saint-Ouen | 21 mai 1944, Saint-Ouen | 21 mai 1944, Saint-Ouen | 21 mai 1944, Saint-Ouen |
|  | Girondins ASP               | Girondins ASP                | 2                         | 2                    |                         |               |                          |                          |                          |                          |  |  | 1er mai 1944, Paris | 1er mai 1944, Paris | 1er mai 1944, Paris | 1er mai 1944, Paris |  |  | 21 mai 1944, Saint-Ouen | 21 mai 1944, Saint-Ouen | 21 mai 1944, Saint-Ouen | 21 mai 1944, Saint-Ouen |
|  | Girondins ASP               | Girondins ASP                | 2                         | 2                    | 16 avril 1944, Le Mans  |               |                          |                          |                          |                          |  |  | 1er mai 1944, Paris | 1er mai 1944, Paris | 1er mai 1944, Paris | 1er mai 1944, Paris |  |  | 21 mai 1944, Saint-Ouen | 21 mai 1944, Saint-Ouen | 21 mai 1944, Saint-Ouen | 21 mai 1944, Saint-Ouen |
|  |                             |                              | AS Orléans                | AS Orléans           | 0                       | 0             |                          |                          |                          |                          |  |  | 1er mai 1944, Paris | 1er mai 1944, Paris | 1er mai 1944, Paris | 1er mai 1944, Paris |  |  | 21 mai 1944, Saint-Ouen | 21 mai 1944, Saint-Ouen | 21 mai 1944, Saint-Ouen | 21 mai 1944, Saint-Ouen |
|  | AS Orléans                  | AS Orléans                   | AS Orléans                | AS Orléans           | 0                       | 0             | 3                        | 3                        |                          |                          |  |  | 1er mai 1944, Paris | 1er mai 1944, Paris | 1er mai 1944, Paris | 1er mai 1944, Paris |  |  | 21 mai 1944, Saint-Ouen | 21 mai 1944, Saint-Ouen | 21 mai 1944, Saint-Ouen | 21 mai 1944, Saint-Ouen |
|  | AS Orléans                  | AS Orléans                   | 8 avril 1944, Saint-Ouen  |                      |                         |               | 3                        | 3                        |                          |                          |  |  | 1er mai 1944, Paris | 1er mai 1944, Paris | 1er mai 1944, Paris | 1er mai 1944, Paris |  |  | 21 mai 1944, Saint-Ouen | 21 mai 1944, Saint-Ouen | 21 mai 1944, Saint-Ouen | 21 mai 1944, Saint-Ouen |
|  | US Saint-Servan             | US Saint-Servan              | 0                         | 0                    |                         |               |                          |                          |                          |                          |  |  | 1er mai 1944, Paris | 1er mai 1944, Paris | 1er mai 1944, Paris | 1er mai 1944, Paris |  |  | 21 mai 1944, Saint-Ouen | 21 mai 1944, Saint-Ouen | 21 mai 1944, Saint-Ouen | 21 mai 1944, Saint-Ouen |
|  | US Saint-Servan             | US Saint-Servan              | 0                         | 0                    | Girondins ASP           | Girondins ASP | 2                        | 2                        |                          |                          |  |  |                     |                     |                     |                     |  |  | 21 mai 1944, Saint-Ouen | 21 mai 1944, Saint-Ouen | 21 mai 1944, Saint-Ouen | 21 mai 1944, Saint-Ouen |
|  |                             |                              |                           |                      | Girondins ASP           | Girondins ASP | 2                        | 2                        |                          |                          |  |  |                     |                     |                     |                     |  |  | 21 mai 1944, Saint-Ouen | 21 mai 1944, Saint-Ouen | 21 mai 1944, Saint-Ouen | 21 mai 1944, Saint-Ouen |
|  |                             |                              | Le Havre AC               | Le Havre AC          | 1                       | 1             |                          |                          |                          |                          |  |  |                     |                     |                     |                     |  |  | 21 mai 1944, Saint-Ouen | 21 mai 1944, Saint-Ouen | 21 mai 1944, Saint-Ouen | 21 mai 1944, Saint-Ouen |
|  |                             |                              |                           |                      | 1                       | 1             |                          |                          |                          |                          |  |  |                     |                     |                     |                     |  |  | 21 mai 1944, Saint-Ouen | 21 mai 1944, Saint-Ouen | 21 mai 1944, Saint-Ouen | 21 mai 1944, Saint-Ouen |
|  |                             | 30 avril 1944, Saint-Étienne |                           |                      |                         |               |                          |                          |                          |                          |  |  |                     |                     |                     |                     |  |  | 21 mai 1944, Saint-Ouen | 21 mai 1944, Saint-Ouen | 21 mai 1944, Saint-Ouen | 21 mai 1944, Saint-Ouen |
|  |                             |                              |                           |                      |                         |               |                          |                          |                          |                          |  |  |                     |                     |                     |                     |  |  | 21 mai 1944, Saint-Ouen | 21 mai 1944, Saint-Ouen | 21 mai 1944, Saint-Ouen | 21 mai 1944, Saint-Ouen |
|  | Le Havre AC                 | Le Havre AC                  | 6                         | 6                    |                         |               |                          |                          |                          |                          |  |  |                     |                     |                     |                     |  |  | 21 mai 1944, Saint-Ouen | 21 mai 1944, Saint-Ouen | 21 mai 1944, Saint-Ouen | 21 mai 1944, Saint-Ouen |
|  | Le Havre AC                 | Le Havre AC                  | 6                         | 6                    |                         |               |                          |                          |                          |                          |  |  |                     |                     |                     |                     |  |  | 21 mai 1944, Saint-Ouen | 21 mai 1944, Saint-Ouen | 21 mai 1944, Saint-Ouen | 21 mai 1944, Saint-Ouen |
|  |                             |                              | RC Paris                  | RC Paris             | 0                       | 0             |                          |                          |                          |                          |  |  |                     |                     |                     |                     |  |  | 21 mai 1944, Saint-Ouen | 21 mai 1944, Saint-Ouen | 21 mai 1944, Saint-Ouen | 21 mai 1944, Saint-Ouen |
|  |                             |                              |                           |                      | 0                       | 0             |                          |                          |                          |                          |  |  |                     |                     |                     |                     |  |  | 21 mai 1944, Saint-Ouen | 21 mai 1944, Saint-Ouen | 21 mai 1944, Saint-Ouen | 21 mai 1944, Saint-Ouen |
|  |                             | 17 avril 1944, Marseille     |                           |                      |                         |               |                          |                          |                          |                          |  |  |                     |                     |                     |                     |  |  | 21 mai 1944, Saint-Ouen | 21 mai 1944, Saint-Ouen | 21 mai 1944, Saint-Ouen | 21 mai 1944, Saint-Ouen |
|  |                             |                              |                           |                      |                         |               |                          |                          |                          |                          |  |  |                     |                     |                     |                     |  |  | 21 mai 1944, Saint-Ouen | 21 mai 1944, Saint-Ouen | 21 mai 1944, Saint-Ouen | 21 mai 1944, Saint-Ouen |
|  | Girondins ASP               | Girondins ASP                | 2ap                       | 2ap                  |                         |               |                          |                          |                          |                          |  |  |                     |                     |                     |                     |  |  |                         |                         |                         |                         |
|  | Girondins ASP               | Girondins ASP                | 2ap                       | 2ap                  | 2 avril 1944, Marseille |               |                          |                          |                          |                          |  |  |                     |                     |                     |                     |  |  |                         |                         |                         |                         |
|  |                             |                              | AS Cannes                 | AS Cannes            | 1                       | 1             |                          |                          |                          |                          |  |  |                     |                     |                     |                     |  |  |                         |                         |                         |                         |
|  | AS Cannes                   | AS Cannes                    | AS Cannes                 | AS Cannes            | 1                       | 1             | 2ap                      | 2ap                      |                          |                          |  |  |                     |                     |                     |                     |  |  |                         |                         |                         |                         |
|  | AS Cannes                   | AS Cannes                    |                           |                      |                         |               |                          | 2ap                      |                          |                          |  |  |                     |                     |                     |                     |  |  |                         |                         |                         |                         |
|  | USO Montpellier             | USO Montpellier              | 1                         | 1                    |                         |               |                          |                          |                          |                          |  |  |                     |                     |                     |                     |  |  |                         |                         |                         |                         |
|  | USO Montpellier             | USO Montpellier              | 1                         | 1                    | AS Cannes               | AS Cannes     | 5                        | 5                        |                          |                          |  |  |                     |                     |                     |                     |  |  |                         |                         |                         |                         |
|  | 2 avril 1944, Saint-Étienne |                              |                           |                      | AS Cannes               | AS Cannes     | 5                        | 5                        |                          |                          |  |  |                     |                     |                     |                     |  |  |                         |                         |                         |                         |
|  |                             |                              | SC Vichy                  | SC Vichy             | 0                       | 0             |                          |                          |                          |                          |  |  |                     |                     |                     |                     |  |  |                         |                         |                         |                         |
|  | SC Vichy                    | SC Vichy                     | SC Vichy                  | SC Vichy             | 0                       | 0             | 3                        | 3                        |                          |                          |  |  |                     |                     |                     |                     |  |  |                         |                         |                         |                         |
|  | SC Vichy                    | SC Vichy                     | 8 avril 1944, Charleville |                      |                         |               | 3                        | 3                        |                          |                          |  |  |                     |                     |                     |                     |  |  |                         |                         |                         |                         |
|  | Lyon OU                     | Lyon OU                      | 0                         | 0                    |                         |               |                          |                          |                          |                          |  |  |                     |                     |                     |                     |  |  |                         |                         |                         |                         |
|  | Lyon OU                     | Lyon OU                      | 0                         | 0                    | AS Cannes               | AS Cannes     | 2                        | 2                        |                          |                          |  |  |                     |                     |                     |                     |  |  |                         |                         |                         |                         |
|  |                             |                              |                           |                      | AS Cannes               | AS Cannes     | 2                        | 2                        |                          |                          |  |  |                     |                     |                     |                     |  |  |                         |                         |                         |                         |
|  |                             |                              | Excelsior de Roubaix      | Excelsior de Roubaix | 1                       | 1             |                          |                          |                          |                          |  |  |                     |                     |                     |                     |  |  |                         |                         |                         |                         |
|  |                             |                              |                           |                      | 1                       | 1             |                          |                          |                          |                          |  |  |                     |                     |                     |                     |  |  |                         |                         |                         |                         |
|  |                             |                              |                           |                      |                         |               |                          |                          |                          |                          |  |  |                     |                     |                     |                     |  |  |                         |                         |                         |                         |
|  |                             |                              |                           |                      |                         |               |                          |                          |                          |                          |  |  |                     |                     |                     |                     |  |  |                         |                         |                         |                         |
|  | Excelsior de Roubaix        | Excelsior de Roubaix         | 1                         | 1                    |                         |               |                          |                          |                          |                          |  |  |                     |                     |                     |                     |  |  |                         |                         |                         |                         |
|  | Excelsior de Roubaix        | Excelsior de Roubaix         | 1                         | 1                    | 2 avril 1944, Troyes    |               |                          |                          |                          |                          |  |  |                     |                     |                     |                     |  |  |                         |                         |                         |                         |
|  |                             |                              | Stade de Reims            | Stade de Reims       | 0                       | 0             |                          |                          |                          |                          |  |  |                     |                     |                     |                     |  |  |                         |                         |                         |                         |
|  | Stade de Reims              | Stade de Reims               | Stade de Reims            | Stade de Reims       | 0                       | 0             | 2                        | 2                        |                          |                          |  |  |                     |                     |                     |                     |  |  |                         |                         |                         |                         |
|  | Stade de Reims              | Stade de Reims               |                           |                      |                         |               |                          | 2                        |                          |                          |  |  |                     |                     |                     |                     |  |  |                         |                         |                         |                         |
|  | RC Franc-Comtois            | RC Franc-Comtois             | 0                         | 0                    |                         |               |                          |                          |                          |                          |  |  |                     |                     |                     |                     |  |  |                         |                         |                         |                         |
|  | RC Franc-Comtois            | RC Franc-Comtois             | 0                         | 0                    |                         |               |                          |                          |                          |                          |  |  |                     |                     |                     |                     |  |  |                         |                         |                         |                         |
|  |                             |                              |                           |                      |                         |               |                          |                          |                          |                          |  |  |                     |                     |                     |                     |  |  |                         |                         |                         |                         |

### Finale
Les Girondins ASP remportent le championnat de France amateurs.
| 21 mai 1944 | Girondins ASP                   | 2 – 1 ap       | AS Cannes          | Stade de Paris, Saint-Ouen              |                                         |
| 15h00       | Persillon 92e · Urtizberea 109e | (0 – 0, 0 – 0) | 118e Franceschetti | Spectateurs : 5 969 Arbitrage : M. Roth | Spectateurs : 5 969 Arbitrage : M. Roth |